# Bérengers
Les Bérengers sont une secte religieuse qui adhérait aux vues de Bérenger de Tours, archidiacre d'Angers, et s'opposait au développement de la doctrine de la transsubstantiation au milieu du XIe siècle.
La secte, considérée comme hérétique par l'Église catholique romaine, comptait 800 000 membres d'après l'historien Robert Bellarmin.

## Histoire

### Classement comme hérésie
L' Église catholique romaine détenait un pouvoir considérable en Europe occidentale au cours du Haut Moyen Âge et de la fin du Moyen Âge. Les membres du clergé et les théologiens qu'elle jugeait coupables d'hérésie pouvaient être excommuniés et exilés ou condamnés à mort à moins qu'ils ne se rétractent formellement de leurs erreurs. Un texte attribué à tort à Jean Scot Érigène, philosophe-théologien et héritier intellectuel de Maxime le Confesseur au IXe siècle, avait soutenu qu'il n'y avait pas de transformation physique de l'Eucharistie. Plus tard, en 1047, Bérenger de Tours relance le débat au nom d'Erigène. Au cours des trente années suivantes, Bérenger est invité à abjurer son hérésie et est même condamné à la prison où il demeure peu de temps. Béranger finit par se retirer dans la solitude et n'a plus fait aucune autre déclaration sur le sujet.

### La secte
L'un des premiers partisans de Bérenger est l'évêque Eusèbe d'Angers mais, par la suite, il renonce à l'hérésie. Bien que l'on sache que Geoffrey II, comte d'Anjou a obtenu la libération de prison de Bérenger, il ne semble pas être devenu membre et son geste ne serait que diplomatique. L'historien Belarmin écrit qu'en 1160, la secte comptait 800 000 membres.
Les partisans de la secte étaient eux-mêmes divisés sur l'Eucharistie ; s'ils s'accordaient tous à dire que le pain et le vin n'étaient pas essentiellement changés, quelques-uns le laissaient en effet changer, quoique sous une impanation, ce qui était l'opinion de Bérenger lui-même. D'autres ont nié tout changement. Pourtant, d'autres ont permis un changement en partie, et d'autres un changement entier, avec une restriction uniquement à ceux qui se sont présentés indignement.

### Influence sur laRéforme
Comme Bérenger n'a laissé aucun document écrit, l'influence des Bérengers sur la Réforme protestante est discutable. Alors que Jean Calvin rejetait la théorie de la transsubstantiation en faveur de la « présence pneumatique », Martin Luther critique la transformation de cet enseignement en dogme ainsi que certains de ses fondements et implications métaphysiques.